# Ellen Pompeo
Ellen Pompeo (Everett, Massachusetts, 10. studenog 1969.), američka televizijska i filmska glumica. Najpoznatija je po ulozi Meredith Grey u TV seriji Uvod u anatomiju.